# Сапшо
Сапшо — озеро розташоване в Демідовському районі Смоленської області Російської Федерації за 39 км на північний схід від районного центру м. Демідова. Сапшо — найбільше з 35 озер національного парку «Смоленське Поозер'я».

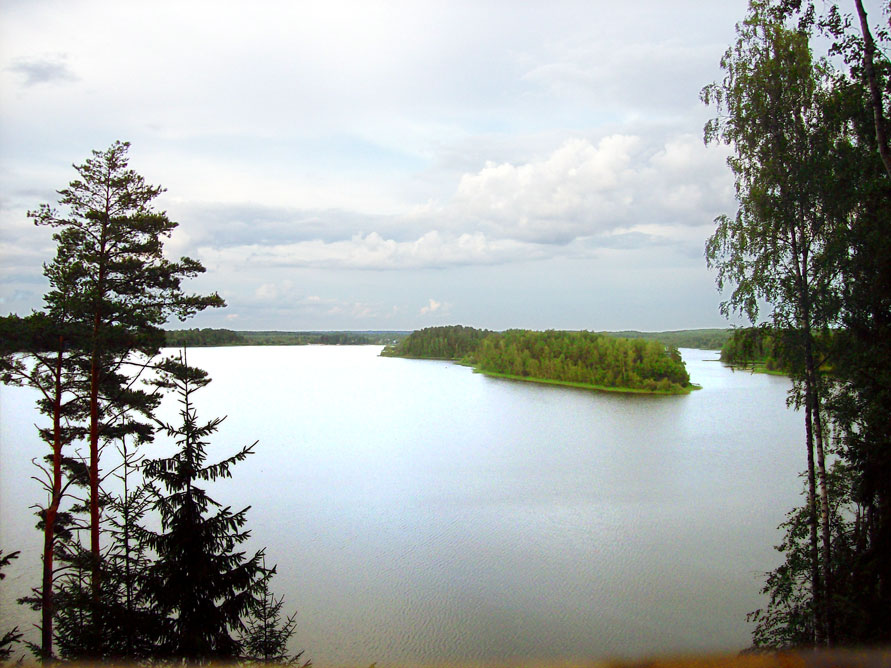
Острови Орний та довгий на озері Сапшо

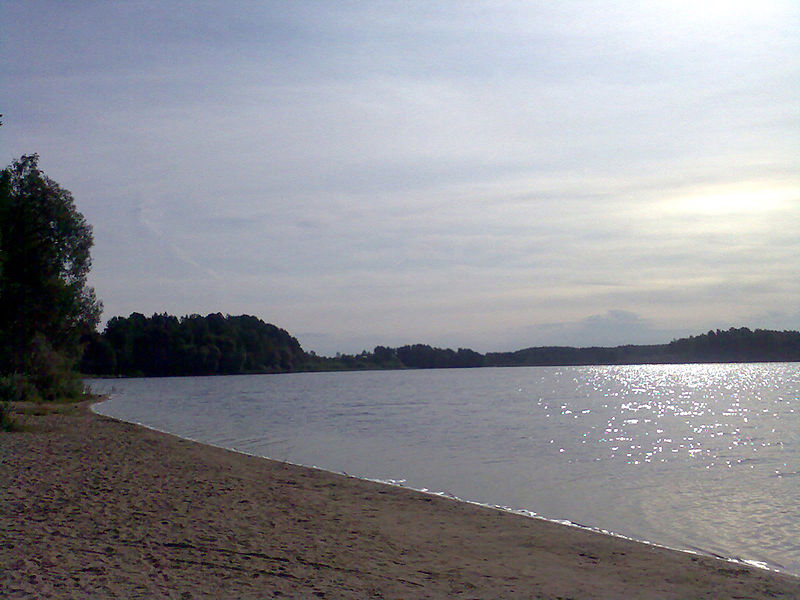
Пляж озера Сапшо з боку селища Пржевальське

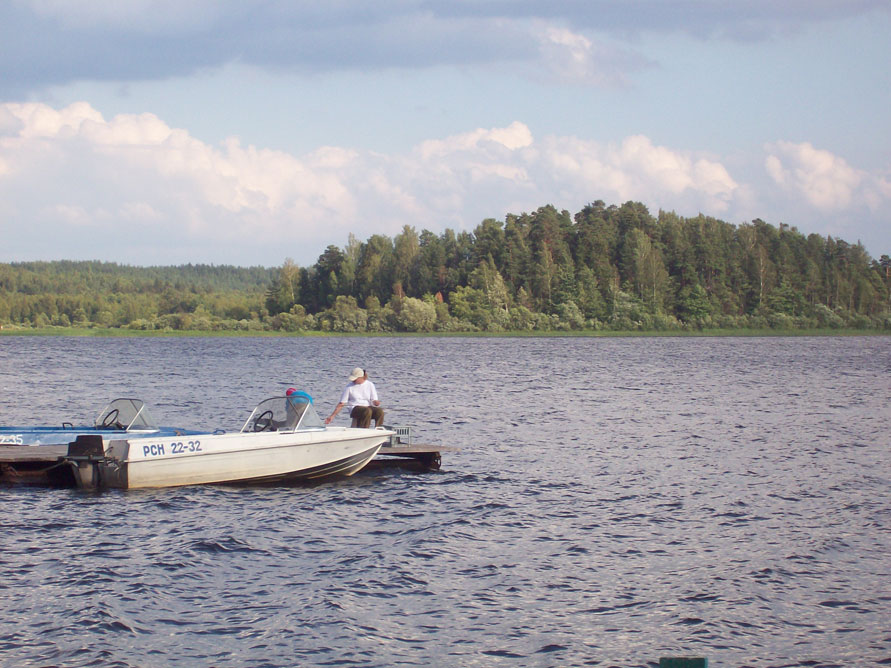
Острів Чернецький

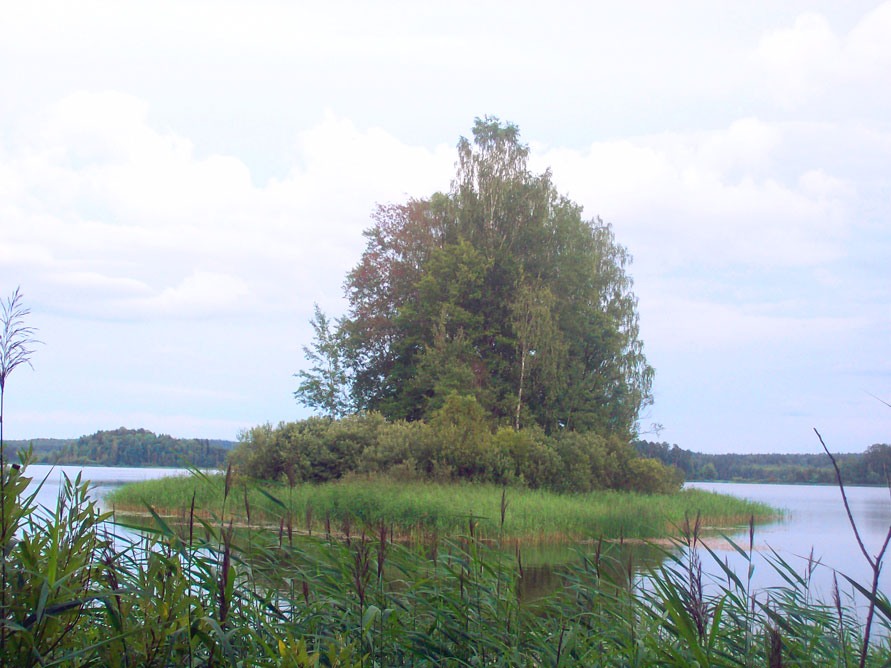
Острів Кохання

Озеро Сапшо є озером льодовикового походження.
Озеро Сапшо вважають одним з найкрасивіших водойм центральної Росії, М. М. Пржевальський називав його «Байкалом в мініатюрі»..
Озеро Сапшо визнано пам'яткою природи.
Із Західною Двіною його пов'язують басейни річок Сапшо, Василівка і Ельша. На дзеркалі озера знаходиться шість островів, чотири з яких досить великі. Це острова Багряний, Чернецький, Довгий і Орний, а два дрібних носять назву острів Дубовий та острів Кохання.
Озеро має досить різноманітну флору і фауну, багато з яких занесені до Червоної книги Росії.
Площа акваторії озера Сапшо становить 304 га, найглибша відмітка 14 метрів, а середня 6,9 метрів. Площа водозбору — 84 км². Абсолютна відмітка рівня — 172,7 м. Об'єм води — 21 тис. куб.м. Озеро має довжину З кілометри, а максимальну ширину 1,8 кілометра, сумарна довжина берегової лінії близько 7,8 кілометрів.
Озеро Сапшо перебуває в практично безперервному кільці піщаних пагорбів, їх висота сягає 25 метрів. По берегах збереглися залишки неолітичних стоянок, курганів, городищ. На високому північному березі, де розташоване селище Пржевальське, — 60 великих і малих курганів, а на високому південному березі — залишки великого слов'янського городища.
У 1947 р. на виході річки Ельши з озера була побудована гребля, яка викликала підтоплення берегів і порушувала природний нерест риби. На початку 60-х рр.. гребля була зруйнована. У 80-ті рр.. зникло багато джерел, що живили улоговину через будівництво місцевим санаторієм бетонованого майданчика в заплаві північно-західної частини улоговини. Гідрологічним постом (селище Пржевальське), що проводить спостереження з 1964 р., з моменту оголошення озера заповідним, встановлено збільшення в озерній воді сполук фосфору, калію, азоту, нафтопродуктів.
Озеро помірно багате рибою: лящ, судак, щука, плотва, окунь, йорж, в'язь, лин, карась, минь та інші.
Околиці озера — одне з найкращих рекреаційних зон області. З 1992 р. озеро увійшло до складу національного природного парку «Смоленське Поозер'я»